# Gnophos nubilarius
Gnophos nubilarius är en fjärilsart som beskrevs av Hans Reisser 1936. Gnophos nubilarius ingår i släktet Gnophos och familjen mätare. Inga underarter finns listade i Catalogue of Life.